# Minicia alticola
Minicia alticola là một loài nhện trong họ Linyphiidae.
Loài này thuộc chi Minicia. Minicia alticola được Andrei V. Tanasevitch miêu tả năm 1990.